# چیما (سانتاندر)
چیما (انگلیسی: Chima, Santander) نام یک منطقه مسکونی در کلمبیا است.